# Oncideres gemmata
Oncideres gemmata là một loài bọ cánh cứng trong họ Cerambycidae.